# Стеншев
Стеншев (пољ. Stęszew) град је у Пољској у Војводству великопољском. По подацима из 2012. године број становника у месту је био 5824.

## Становништво
| 2012. |
| ----- |
| 5.824 |